# Pierre Trabaud
Pierre Trabaud, né Pierre Wolf Pibaret, est un comédien français, né le 7 août 1922 à Chatou et mort le 26 février 2005 à Versailles.
Il a prêté sa voix à de nombreux personnages de dessins animés, notamment Daffy Duck, Joe Dalton, Popeye et Kamé Sennin dans Dragon Ball et Dragon Ball Z.

## Biographie
Pierre Trabaud est scolarisé durant son enfance à Neuilly-sur-Seine. Après un rapide passage à l'École nationale supérieure des beaux-arts, il entre au Cours Simon. Il débute au cinéma en 1945 dans Le Jugement dernier de René Chanas aux côtés de Jean Desailly et Louis Seigner, puis tourne en 1947 et 1949 dans deux films de Jacques Becker : Antoine et Antoinette et Rendez-vous de juillet. 
Il gagne le prix Triomphe du Cinéma 1954 pour son interprétation de jeune prêtre mystique dans Le Défroqué de Léo Joannon. Mais c'est son rôle d'instituteur dans le film-culte La Guerre des boutons, sorti en 1962, qui lui assurera la notoriété auprès du public. Parallèlement, il devient très actif à la radio et à la télévision en doublant de nombreux films et dessins animés.
Après une parenthèse d'une vingtaine d'années dans sa vie d'acteur, il réalise en 1983 son premier et unique long métrage, qu'il a également écrit, Le Voleur de feuilles avec Denise Grey, Jean-Pierre Castaldi et Jean-Pierre Darras qu'il finance lui-même. L'échec commercial de ce film le plonge dans des dettes qu'il devra rembourser pendant plusieurs années.
C'est Bertrand Tavernier qui lui donne ses derniers rôles au cinéma, dans Autour de minuit en 1986, et La Vie et rien d'autre en 1989.
Il a aussi été la voix officielle de Tortue Géniale ou de Piccolo dans la saga Dragon Ball, et la première de Daffy Duck avant que ne lui succèdent Patrick Guillemin puis Emmanuel Garijo.
Il prête pour la dernière fois sa voix dans Dragon Ball Z en 1996.
Sa dernière apparition à l'image est le documentaire Carnet de naufrage de Claude Bourbigot, sorti en 2004 à propos de L’Île des enfants perdus écrit en 1935 par Jacques Prévert pour Marcel Carné, qui traitait du bagne pour enfants de Belle-Ile, dont le tournage du film, devenu La Fleur de l'âge, a commencé en 1947 mais a été interrompu, et où P. Trabaud jouait.
Pierre Trabaud meurt le 26 février 2005 et est inhumé au cimetière nouveau de Neuilly-sur-Seine (27e division).

### Vie privée
Marié en 1947 et divorcé en 1950, avec le mannequin (et future actrice française hollywoodienne) Capucine, il fut l'époux de Nicole Trabaud, marraine du Festival de cinéma en plein air de Visan.

## Théâtre
- 1943 : Le Malade imaginaire de Molière, mise en scène Pierre Valde, Théâtre du Temps
- 1943 : Première Étape de Paul Géraldy, mise en scène Jean-Jacques Daubin, Studio des Champs-Élysées
- 1945 : L'Autre Aventure de Marcel Haedrich, mise en scène Jacques Erwin, Théâtre l'Apollo
- 1946 : L'Heure de vérité de René-Jean Ottoni, mise en scène André Cellier, Théâtre de l'Humour
- 1946 : Anne et le dragon de Raymond Caillava, mise en scène Nouno Nicas, Théâtre Verlaine
- 1948 : Thermidor de Claude Vermorel, mise en scène de l'auteur, Théâtre Pigalle
- 1952 : Zoé de Jean Marsan, mise en scène Christian-Gérard, Comédie-Wagram, Théâtre des Célestins
- 1958 : La Paix du dimanche de John Osborne, mise en scène Raymond Gérôme, Théâtre des Mathurins
- 1973 : Madame Sans Gêne de Victorien Sardou et Émile Moreau, mise en scène Michel Roux, Théâtre de Paris

## Filmographie

### Cinéma
- 1943 : Lucrèce de Léo Joannon
- 1945 : Le Jugement dernier de René Chanas
- 1946 : Ouvert pour cause d'inventaire de Alain Resnais (inédit)
- 1947 : La Fleur de l'âge de Marcel Carné (inachevé)
- 1947 : Antoine et Antoinette de Jacques Becker
- 1949 : Manon de Henri-Georges Clouzot
- 1949 : Rendez-vous de juillet de Jacques Becker
- 1950 : Lady Paname de Henri Jeanson
- 1951 : Sans laisser d'adresse de Jean-Paul Le Chanois
- 1952 : Horizon - moyen-métrage
- 1953 : Horizons sans fin de Jean Dréville
- 1954 : Le Petit nuage / La Chasse au nuage / Le Nuage atomique de Antoine Allard, Armand Bachelier et Charles Dekeukeleire
- 1954 : Le Défroqué de Léo Joannon
- 1955 : Les Indiscrètes de Raoul André
- 1955 : Les Chiffonniers d'Emmaüs de Robert Darène
- 1957 : Tu es mon fils (La finestra sul Luna-Park) de Luigi Comencini
- 1957 : Ah ! Quelle équipe de Roland Quignon
- 1958 : Le Désert de Pigalle de Léo Joannon
- 1959 : Y'en a marre, Ce soir on tue ou Le gars d'Anvers de Ivan Govar
- 1960 : Normandie-Niémen de Jean Dréville et Damir Viatich Berejnyck
- 1962 : La Guerre des boutons d'Yves Robert
- 1983 : Le Voleur de feuilles de Pierre Trabaud (également scénariste)
- 1986 : Autour de minuit de Bertrand Tavernier
- 1989 : La Vie et rien d'autre de Bertrand Tavernier
- 2004 : Carnet de naufrage de Claude Bourbigot - documentaire -

### Télévision
- 1968 : Les Cavaliers de la route (série): épisode : Délit de fuite de Paul Paviot
- 1972 : Légion de Philippe Joulia
- 1972 : La Trève de Philippe Joulia
- 1975 : Le Tour du Monde en 80 jours Une comédie musicale écrite pour la télévision par Gérard Calvi, Jean Marsan et Jean Le Poulain interprétée par Jean Le Poulain, Roger Carel, Annick Blancheteau, Vannick Le Poulain et Lucie Dolène est diffusée par A2 (France 2)
- 1978 : Le Coup monté
- 1978 : La Filière (mini-série)
- 1979 : Les Yeux bleus de François Dupont-Midy, (mini-série)
- 1981 : Julien Fontanes, magistrat, épisode La Dernière Haie de François Dupont-Midy (Trabaud joue l'un des protagonistes, Vital, celui sur lequel enquête Fontanes, mais curieusement son nom est absent du générique[4])

## Doublage

### Cinéma

#### Films
- Peter Falk dans :
  - Les Plaisirs de Pénélope (1966) : le lieutenant Horatio Bixbee
  - La Bataille pour Anzio (1968) : le caporal Jack Rabinoff
  - Un château en enfer (1969) : le sergent Rossi
- Burt Young dans :
  - Bande de flics (1977) : le sergent Don Scuzzi
  - L'Ultimatum des trois mercenaires (1977) : Augie Gavars
  - Le Convoi (1978) : Love machine
- Mickey Rooney dans :
  - Le Grand National (1944)[5] : Mike Taylor
  - Skidoo (1968) : « Blue Chips » Packard
- James Cagney dans :
  - Les Pièges de la passion (1950) : Martin Snyder dit « le boiteux »
  - Ragtime (1981) : Rheinlander Waldo
- Marlon Brando dans :
  - Sur les quais (1954) : Terry Malloy
  - Blanches colombes et vilains messieurs (1955) : Sky Masterson
- Dennis Hopper dans :
  - Le Voyage (1967) : Max
  - Easy Rider (1969) : Billy
- Dom DeLuise dans :
  - L'Équipée du Cannonball (1981) : Victor Prinzim / Capitaine Chaos
  - Cannonball 2 (1984) : Victor Prinzim / Capitaine Chaos / Don Canneloni
- 1950 : Le Convoi des braves : Travis Blue (Ben Johnson)
- 1950 : Okinawa : Whitney (Martin Milner)
- 1951 : Les Hommes-grenouilles : Hodges (Warren Stevens)
- 1953 : La Belle du Pacifique : Edwards (Charles Buchinsky)
- 1954 : Les Bolides de l'enfer : Smitty (Robert Nichols)
- 1955 : Graine de violence : Artie West (Vic Morrow)
- 1955 : Cinq fusils à l'ouest : Billy Candy (Jonathan Haze) (1er doublage)
- 1956 : Marqué par la haine : Rocco Barbella alias Rocky Graziano (Paul Newman)
- 1957 : Demain ce seront des hommes : le cadet Perrin "Cockroach" McKee (Paul E. Richards)
- 1959 : Autopsie d'un meurtre : Duane « Duke » Miller (Don Ross)
- 1959 : Tout près de Satan : Hans Globke (Jimmy Goodwin)
- 1962 : Lolita : Richard T. Schiller (Gary Cockrell)
- 1962 : Coups de feu dans la Sierra : Heck « Todd » Longtree (Ron Starr)
- 1963 : Le Téléphone rouge : le sergent Kemmler (Richard LePore)
- 1963 : La Dernière Bagarre : Jerry Meltzer (Tony Bill)
- 1963 : La Revanche du Sicilien : un truand (Joe Turkel)
- 1963 : Un homme doit mourir : le soldat V.R. Hackett (Nick Adams)
- 1964 : Feu sans sommation : Rick Morrison (Rex Holman)
- 1964 : La Diligence partira à l'aube : Reese Sawyer (Ralph Taeger)
- 1964 : L'Homme à tout faire : Sam (Norman Grabowski)
- 1964 : La Nuit de l'iguane : Hank Prosner (James Ward)
- 1965 : Furie sur le Nouveau-Mexique : Tige McCoy (Preston Pierce)
- 1965 : Les Prairies de l'honneur : le soldat confédéré Carter (James Best)
- 1965 : Chère Brigitte : Orville (Robert Biheller)
- 1966 : El Dorado : Mississippi (James Caan)
- 1966 : Blow-Up : Thomas (David Hemmings)
- 1966 : L'agent Gordon se déchaîne  de Sergio Grieco : Harry (Giorgio Ubaldi)
- 1966 : Le Carnaval des barbouzes : Gomez (Klaus Kinski)
- 1967 : Casino Royale : Fordyce (John Wells)
- 1967 : L'Affaire Al Capone : John Scalise (Richard Bakalyan)
- 1967 : Le Ranch de l'injustice : Klugg (Timothy Scott)
- 1968 : L'Étrangleur de Boston : Eugene T. O'Rourke (William Hickey)
- 1968 : Roméo et Juliette : Mercutio (John McEnery)
- 1968 : Police sur la ville : Mini Castiglione (Michael Dunn)
- 1968 : Le Jour des apaches : le sergent Parker (Dean Stanton)
- 1968 : La Bande à César : Franco (Carlo Croccolo)
- 1969 : Hello, Dolly! : Cornellius Hacki (Michael Crawford)
- 1969 : Le Plus Grand des Hold-up : Jeb (Elisha Cook)
- 1969 : La Bataille de la Neretva : Novak (Ljubisa Samardzic)
- 1970 : Little Big Man : Jack Crabb (Dustin Hoffman)
- 1970 : On n'achète pas le silence : Willie Joe Worth (Anthony Zerbe)
- 1971 : Charlie et la chocolaterie : Willy Wonka (Gene Wilder) (1er doublage)
- 1972 : La Poussière, la Sueur et la Poudre : Frank Culpepper (Billy "Green" Bush)
- 1973 : L'Exorciste : le père Dyer (Reverend William O'Malley) (1er doublage)
- 1973 : Rue de la violence : un truand (Bruno Corazzari)
- 1973 : Police Puissance 7 : Vito Lucia (Tony Lo Bianco)
- 1975 : Les Aventuriers du Lucky Lady : le capitaine Mosely (Geoffrey Lewis)
- 1975 : Lepke, le caïd : Augie « Little Augie » Orgen (Jack Ackerman)
- 1975 : Le Froussard héroïque : le maire (David Jason)
- 1976 : Week-end sauvage : Frankie (Kyle Edwards)
- 1977 : Les Duellistes : Gabriel Féraud (Harvey Keitel)
- 1977 : L'Île des adieux : Willy (Richard Evans)
- 1979 : Le Trou noir : Vincent le robot (Roddy McDowall)
- 1980 : The Blues Brothers : le leader nazi (Henry Gibson)
- 1980 : Les Loups de haute mer : Harold Shulman (Michael Parks)
- 1981 : Le Solitaire : Joe Gags (Hal Frank)
- 1981 : La Vallée de la mort : voix d'un cowboy du film TV
- 1982 : Rocky 3 : le manager de Clubber Lang (Wally Taylor)
- 1984 : Le Flic de Beverly Hills : Mickey Tandino (James Russo)
- 1984 : Le Meilleur : Max Mercy (Robert Duvall)
- 1985 : Série noire pour une nuit blanche : Jack Caper (Richard Farnsworth)
- 1988 : Qui veut la peau de Roger Rabbit ? : voix de Daffy Duck (Mel Blanc)
- 1992 : La Loi de la nuit : le manager de la salle de boxe (Maurice Shrog)

#### Films d'animation
- 1967 : Astérix le Gaulois : Marcus Sacapus
- 1968 : Astérix et Cléopâtre : le capitaine Barbe-Rouge / Tumehéris
- 1971 : Lucky Luke : Joe Dalton
- 1975 : Tarzoon, la honte de la jungle : Siamois / Général anglais
- 1978 : La Ballade des Dalton : Joe Dalton
- 1981 : La panthère rose dans : Une panthère amou… rose : Big Joe le patron
- 1982 : Un conte de Noël : Ebenezer Scrooge
- 1983 : Les Dalton en cavale : Joe Dalton
- 1988 : Qui veut la peau de Roger Rabbit (Who Framed Roger Rabbit) de Robert Zemeckis : Daffy Duck
- 1991 : Dragon Ball : La Légende de Shenron : Tortue géniale
- 1991 : Dragon Ball : L'Aventure mystique : Tortue géniale
- 1994 : Dragon Ball : Le Château du démon : Tortue géniale

### Télévision

#### Téléfilms
- 1966[6] : Un nommé Kiowa Jones : Jesse (Zalman King)
- 1984 : La Guerre des casinos : Stan Markham (Robert Costanzo)
- 1985 : L'Aventure des Ewoks : Wicket (Darryl Henriques (en)) (1er doublage)

#### Séries télévisées
- 1966 : Batman : Dick Grayson / Robin (Burt Ward) (1re voix)
- 1965-1969 : Les Mystères de l'Ouest : Dr Miguelitto Loveless (Michael Dunn)
- 1975 : Starsky et Hutch : Ben Forest (Robert Loggia)
- 1978-1983 : L'Île fantastique : Tatoo (Hervé Villechaize) (1re voix)
- 1982-1983 : X-Or : Gosuke et Kojiro (derniers épisodes) (Masayuki Suzuki (ja))
- 1992 : Lucky Luke : Joe Dalton (Ron Carey)

#### Séries d'animation
- 1940 : Tom et Jerry : Spike, voix additionnelles
- 1956 : Popeye : Popeye
- 1972 : Looney Tunes : Daffy Duck
- 1974 : Boucle d'or et les Trois Ours : M. Peevly
- 1981 : Le Tour du monde en 80 jours : Général Corne
- 1983 : Les Maîtres de l'univers : Orko
- 1984 : Albator 84 : Monsieur Zon, Docteur
- 1984 : Albator 84 : L'Atlantis de ma jeunesse : Le chef des humanoïdes
- 1984 : Gigi : Robert / Chacha
- 1984 : Lucky Luke : Joe Dalton
- 1985 : Cobra : Zack / Salambo (Rugball) / Roi Jeak
- 1985 : Les Bisounours : Grosbisou / Groschampion / Toufripon le singe
- 1987 : Popeye, Olive et Mimosa : Popeye
- 1987 : Ewoks : Wicket / Logray le shaman
- 1988 : Dragon Ball : Tortue Géniale / Pilaf / Général Blue / Général Red (2e voix) / Baba la voyante / Tout-Puissant et d'autres personnages secondaires
- 1989 : Babar : le roi, Le chasseur, Zéphyr
- 1990 : Dragon Ball Z : Tortue Géniale / Tout-Puissant / Kaïo / Doyen Kaïoshin / Piccolo (voix de remplacement) / Dodoria / C-19 / Kibito / Végéta (1ère voix)

## Radio
- 1959 à 1971 : Les Maîtres du mystère de Pierre Billard, sur Paris Inter, puis France Inter
- 1965 à 1974 : Bons baisers de partout de Pierre Dac et Louis Rognoni (le personnage qu'il interprète s'appelle Pierre Wolf, qui est son nom de naissance).